# Rue de village en hiver
Rue de village en hiver est un tableau réalisé vers 1868 par le peintre français Gustave Courbet. De format horizontal, cette huile sur toile est un paysage urbain qui représente une rue dans un village enneigé dominé par le massif du Jura. Reçue en don en 1906, l'œuvre est conservée au musée Städel, à Francfort-sur-le-Main, en Allemagne.